# Televizier (actualiteitenrubriek)

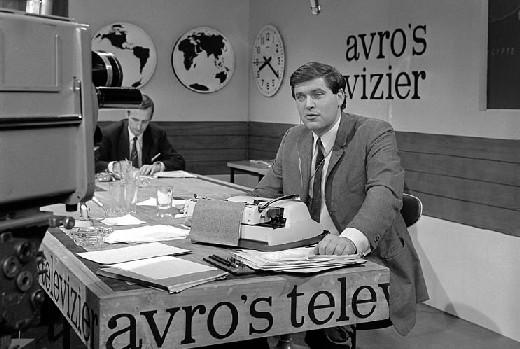
Wibo van de Linde in de studio van Televizier

Televizier (ook wel Avro('s) Televizier en in de jaren tachtig Televizier Magazine) was tussen 1951 en 1996 een wekelijkse actualiteitenrubriek op televisie van de AVRO.
Het informatieve programma werd voor het eerst uitgezonden op 5 oktober 1951. Het was het eerste programma dat de AVRO op televisie uitzond. In deze uitzending zat een reportage over het 3 oktoberfeest in Leiden en werden Fanny Blankers-Koen en Piet Kraak geïnterviewd door sportjournalist Dick van Rijn. Hub. Koemans presenteerde een overzicht van buitenlands nieuws.
Televizier bracht aanvankelijk vooral gevarieerde reportages uit Nederland, maar gaf ook aandacht aan sport dat later als Avro's Sportpanorama een eigen rubriek kreeg. In 1969 werd het programma vernieuwd onder leiding van Wibo van de Linde, waarbij ook luchtiger onderwerpen werden behandeld. In 1972 vertrok Van de Linde om in 1974 de nieuwe actualiteitenrubriek TROS Aktua te presenteren en werd het programma weer als voorheen.
De bekendste presentator van het programma was Jaap van Meekren. Na de terugkomst in 1984 van Wibo van de Linde als programmadirecteur van de AVRO, vertrok Van Meekren naar Veronica om daar journalistieke radio- en televisieprogramma's te presenteren. Andere presentatoren en medewerkers waren onder meer Mark Blaisse, Jelte Maarten Boll, Ria Bremer, Marcel Bruijns, Cees van Drongelen, Karel van de Graaf, Ruud Hendriks, Catherine Keyl, Kees Mijnten, Jan Scholtens, Will Simon, Gerard Sonder en Amanda Spoel. Bepaalde tijd werd gewerkt met dubbelpresentatie. Politiek commentator was G.B.J. Hiltermann, economisch commentator Ed Peereboom tevens buitenland correspondent evenals Fons van Westerloo, later Bernard Hammelburg.
In 1986 wordt het programma vernieuwd met als nieuwigheid dat er voortaan publiek aanwezig is en de uitzending 45 minuten
in plaats van 30 minuten duurt. In 1990 wordt daar weer vanaf gestapt. Ook in 1994 werd het programma vernieuwd maar op 27 augustus 1996 was de laatste uitzending en ging de rubriek op in Netwerk.
Sinds 2004 maakt de AVRO de actualiteitenrubriek EenVandaag (voorheen TweeVandaag), samen met de TROS waarmee in 2014 werd gefuseerd.

## Trivia
In de loop der jaren kende het programma verschillende tunes. De eerste werd in 1951 gecomponeerd door Hugo de Groot. Daarna werd de tune regelmatig vernieuwd onder meer in 1978 door Jerry van Rooyen en gespeeld door de Skymasters en in 1986 door Dick Bakker.
Andermans Veren ·
Atlas ·
Babbelonië ·
BankGiro Loterij Restauratie ·
Blik op de weg ·
Bloedverwanten ·
Buitenhof** ·
Dag Juf, tot morgen ·
De Astronautjes ·
De Bereboot ·
De Brekers ·
De Droomshow ·
De Sleutels van Fort Boyard ·
De tiende van Tijl ·
De Troon ·
Die is de mol! ·
EenVandaag* ·
Een mens wil... ·
Eén van de acht ·
Expeditie Poolcirkel*** ·
Fort Boyard ·
Gouden Televizier-Ring Gala ·
Hoe heurt het eigenlijk? ·
In de hoofdrol ·
Join the Beat ·
Junior Eurovisiesongfestival ·
Junior Songfestival ·
Karel ·
Kinderprinsengrachtconcert ·
Koefnoen ·
Kom er maar eens achter ·
Lawaaipapegaai ·
Mag ik u kussen? ·
Mensen zoals jij en ik ·
Missers! ·
Nederland in Beweging!**** ·
Ontdek je plekje ·
Op de Bon ·
Op zoek naar Danny & Sandy ·
Op zoek naar Evita ·
Op zoek naar Joseph ·
Op zoek naar Maria ·
Op zoek naar Mary Poppins ·
Op zoek naar Zorro ·
Opium ·
Opsporing Verzocht ·
Prinsengrachtconcert ·
Service Salon ·
Sterrenjacht ·
Sterrenslag ·
Stuif es in ·
Telebingo ·
Televizier ·
The Phone ·
Toppop3 ·
Tussen Kunst & Kitsch ·
Vinger aan de Pols ·
We gaan nog niet naar huis ·
Wedden dat..? ·
Wie-kent-kwis ·
Wie is de Mol? ·
Wie is de Mol? Junior ·
Wordt Vervolgd
* In samenwerking met de TROS
** In samenwerking met VARA en VPRO
*** Dit programma is overgegaan naar RTL 5
**** Dit programma is overgegaan naar MAX